# Pere de Cardona (cardenal)
|  | Per a altres significats, vegeu «Pere de Cardona». |

Pere de Cardona (1150 - entre juliol i agost del 1182), va ser un cardenal i jurista d'origen català.

## Biografia
Se'l considera com a pertanyent a la casa vescomtal de Cardona, i podria haver estat fill de Ramon Folc II o Ramon Folc III de Cardona. Es doctorà en dret civil, potser a Montpeller, va ser canonge de Vic i als anys 1176 i 1178 degué ser a la Provença, car la seva signatura surt en documents oficials de l'època. Consta que el 1177 fou el principal defensor del rei de Navarra en l'arbitratge que Enric II d'Anglaterra feu d'una complexa i antiga disputa territorial entre els regnes de Castella i de Navarra. El paper de Pere de Cardona va ser destacat així:
| «                                                                              | The allegations of each [part] were heard on either side by the very best advocates and patrons of the respective cause; of whom, however, one amongst the rest was most famous, Peter of Cardona, who had come on the part of the king of Navarre, and one who was most powerful in his wonderful eloquence... | » |
| — Giraldus Cambrensis, De instructione principis, en traducció de J. Stevenson | |   |

El 1178 consta com a abat de Santa María de Husillos, i al mateix any va ser nomenat Canceller Major de Castella, càrrec que retingué des del 23 de juliol del 1178 al 4 d'agost del 1182. La tinença de la cancelleria per un estranger, oimés quan sembla clar que l'exercí in absentia, per delegació, s'ha volgut explicar per un vincle familiar amb el rei, atès que el 1181 Alfons VIII de Castella qualificà en Cardona de dilectissimus consanguineus meus, però sense més concreció ni altra corroboració. Pere de Cardona residia a Roma quan el capítol de Toledo i el rei de Castella demanaren al papa Alexandre III que el nomenés per a la seu vacant de l'arquebisbat de Toledo, i el Sant Pare en confirmà l'elecció el juliol del 1181. Hauria tingut el càrrec fins al desembre del 1181, encara que no consta que prengués possessió efectiva de la seu. El desembre del 1181, Luci III el nomenà cardenal de San Lorenzo in Damaso i es considera que automàticament deuria renunciar a la seu episcopal toledana per la incompatibilitat entre els dos càrrecs, atès que els cardenals havien de viure a prop de la cort romana. El 7 de juliol del 1182 encara signà una butlla papal, i a l'agost del 1182 es proclamà un nou cardenal de San Lorenzo (Uberto Crivelli), cosa que dona a entendre que Pere de Cardona ja era mort.
Se li atribueixen diverses obres escrites, inclosa la traducció del grec i/o l'estudi de constitucions de l'emperador Justinià (Alearum Iusus, Veteris iuris altercationes, Zenonis diue memorie).

## Obres atribuïdes
- Sobre la celebració de la Pasqua[10]
- Epítome de les constitucions elaborades pels emperadors Justinià i Zenó[11]
- Ordo iudicuiarius[12]